# Lathyrus splendens
Lathyrus splendens är en ärtväxtart som beskrevs av Albert Kellogg. Lathyrus splendens ingår i släktet vialer, och familjen ärtväxter. Inga underarter finns listade i Catalogue of Life.

## Bildgalleri

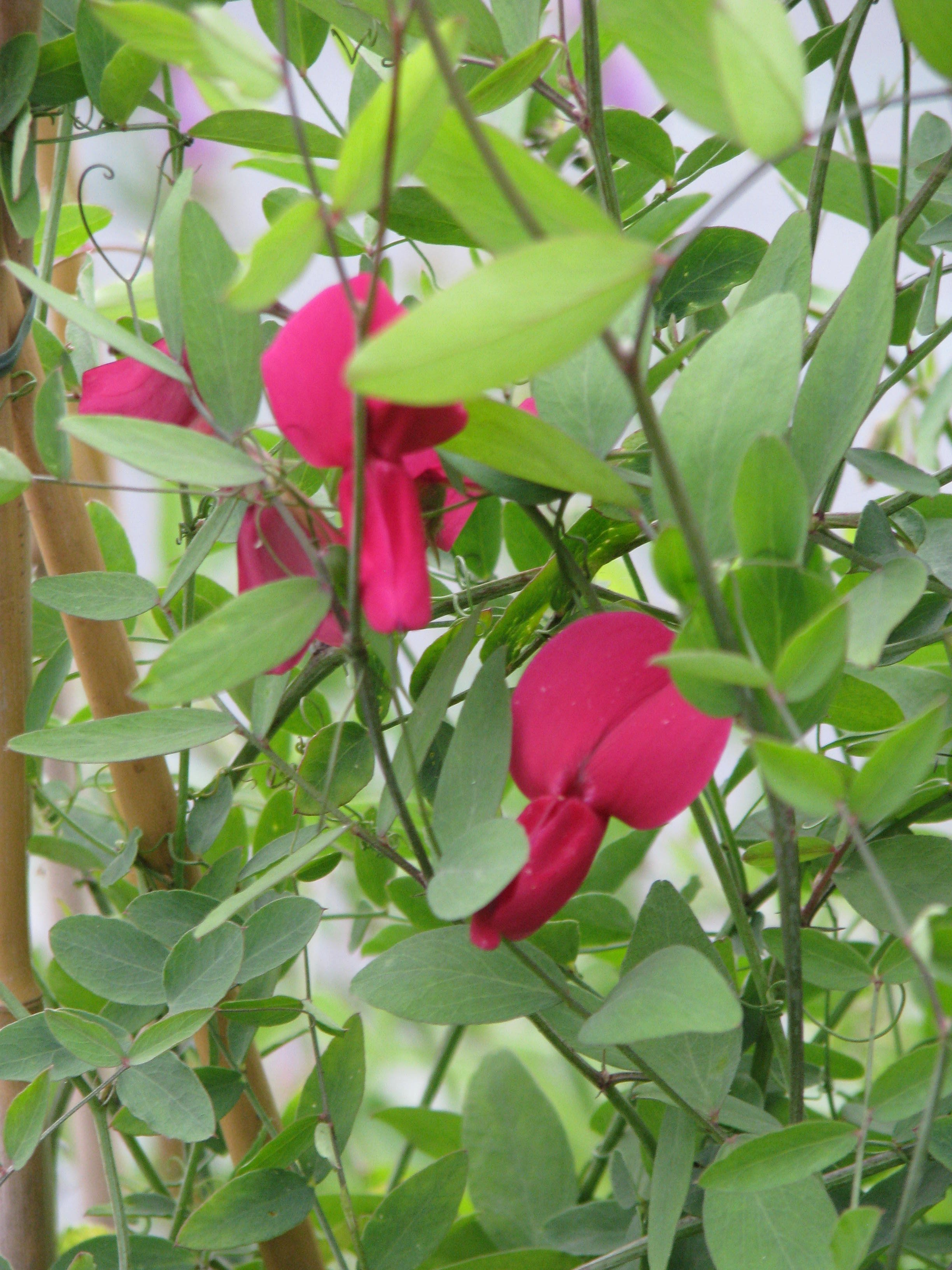